# Comuna Tăcuta, Vaslui
Tăcuta este o comună în județul Vaslui, Moldova, România, formată din satele Cujba, Dumasca, Focșeasca, Mircești, Protopopești, Sofieni și Tăcuta (reședința).
Atestată documentar de pe vremea lui Ștefan cel Mare, Tăcuta este cea mai nordică comună din județ, învecinandu-se la N, la E si la V cu localitati din județul Iasi.

## Demografie
Componența etnică a comunei Tăcuta
     Români (91,7%)
     Alte etnii (0,4%)
     Necunoscută (7,9%)
Componența confesională a comunei Tăcuta
     Ortodocși (87,52%)
     Penticostali (2,84%)
     Alte religii (1,31%)
     Necunoscută (8,33%)
Conform recensământului efectuat în 2021, populația comunei Tăcuta se ridică la 2.748 de locuitori, în scădere față de recensământul anterior din 2011, când fuseseră înregistrați 3.248 de locuitori. Majoritatea locuitorilor sunt români (91,7%), iar pentru 7,9% nu se cunoaște apartenența etnică. Din punct de vedere confesional, majoritatea locuitorilor sunt ortodocși (87,52%), cu o minoritate de penticostali (2,84%), iar pentru 8,33% nu se cunoaște apartenența confesională.

## Politică și administrație
Comuna Tăcuta este administrată de un primar și un consiliu local compus din 13 consilieri. Primarul, Petrică Tudose[*], de la Alianța pentru Unirea Românilor, este în funcție din 1 noiembrie 2024. Începând cu alegerile locale din 2024, consiliul local are următoarea componență pe partide politice:
|  | Partid                          | Consilieri | Componența Consiliului | Componența Consiliului | Componența Consiliului | Componența Consiliului | Componența Consiliului |
|  | ------------------------------- | ---------- | ---------------------- | ---------------------- | ---------------------- | ---------------------- | ---------------------- |
|  | Alianța pentru Unirea Românilor | 5          |                        |                        |                        |                        |                        |
|  | Partidul Social Democrat        | 4          |                        |                        |                        |                        |                        |
|  | Partidul Național Liberal       | 2          |                        |                        |                        |                        |                        |
|  | Alianța Dreapta Unită           | 2          |                        |                        |                        |                        |                        |